# Kolegium jezuitów w Lublinie
Kolegium jezuitów w Lublinie – uczelnia jezuicka prowadzona w Lublinie w latach 1582–1773, stanowiąca ośrodek katolickiej kontrreformacji. Dysponowała własnym zapleczem, w tym drukarnią. Jej tradycję kontynuuje I Liceum Ogólnokształcące im. Stanisława Staszica w Lublinie. 

## Historia
Idea założenia kolegium w Lublinie wyszła od ks. Piotra Skargi, rektora kolegium wileńskiego. Kolegium zostało ufundowane w 1581 przez starostę bolesławskiego Bernarda Maciejowskiego i starostę stężyckiego Mikołaja Zebrzydowskiego. Uczelnia zaczęła działać w 1586. Należała do prowincji polskiej jezuitów, a od 1756 do prowincji małopolskiej.
Założenie kolegium w miało przeciwdziałać szerzeniu się kalwinizmu, anabaptyzmu, socynianizmu, które były coraz popularniejsze w regionie. Kolegium stało się ośrodkiem katolickiej kontrreformacji. Zorganizowano również kilka publicznych dysput teologicznych, w której starli się jezuici i socynianie.
Dysponowało ono własną apteką oraz drukarnią (od 1688), młynami, browarem i gorzelniami. Część budynków kolegium spłonęła w pożarze miasta 10 marca 1752. W 1757 otwarto przy nim konwikt szlachecki.
W 1773, wraz z kasatą zakonu jezuitów majątek kolegium przeszedł na własność Komisji Edukacji Narodowej, która powierzyła go zakonowi trynitarzy, pod warunkiem jego odnowienia i utrzymania. Warunki te zakon spełnił w 1786, kiedy to dodatkowo przekazano mu byłą bibliotekę jezuitów. Po upadku Księstwa Warszawskiego umiejscowiono tu rosyjskie gimnazjum. Do jego tradycji nawiązuje I Liceum Ogólnokształcące im. Stanisława Staszica w Lublinie